# Olympische Winterspiele 2018/Teilnehmer (Albanien)
| Gelbes Symbol für Goldmedaillen mit stilisierten Olympischen Ringen | Graues Symbol für Silbermedaillen mit stilisierten Olympischen Ringen | Braundes Symbol für Bronzemedaillen mit stilisierten Olympischen Ringen |
| ------------------------------------------------------------------- | --------------------------------------------------------------------- | ----------------------------------------------------------------------- |
| —                                                                   | —                                                                     | —                                                                       |

Albanien nahm bei den Olympischen Winterspielen 2018 in Pyeongchang mit einer Delegation von zwei Athleten teil. Es war die vierte Teilnahme an Olympischen Winterspielen. Die beiden Athleten traten im Ski Alpin in insgesamt vier Disziplinen an. Fahnenträgerin bei der Eröffnungsfeier war Suela Mëhilli.

## Teilnehmer nach Sportarten

### Ski Alpin
| Athleten      | Wettbewerbe  | 1. Lauf     | 2. Lauf       | Gesamt        | Gesamt        |
| Athleten      | Wettbewerbe  | Zeit        | Zeit          | Zeit          | Rang          |
| ------------- | ------------ | ----------- | ------------- | ------------- | ------------- |
| Frauen        |              |             |               |               |               |
| Suela Mëhilli | Riesenslalom | 1:24,67 min | 1:21,90 min   | 2:46,57 min   | 53            |
| Suela Mëhilli | Slalom       | DNF         | ausgeschieden | ausgeschieden | ausgeschieden |
| Männer        |              |             |               |               |               |
| Erjon Tola    | Riesenslalom | 1:16,86 min | 1:16,77 min   | 2:33,63 min   | 47            |
| Erjon Tola    | Slalom       | 58,00 s     | 59,06 s       | 1:57,06 min   | 36            |